# Acrosyndrome
Un acrosyndrome est un trouble lié à une réaction des vaisseaux des doigts et/ou des orteils. Il regroupe plusieurs pathologies, permanentes ou paroxystiques.

## Définition
Ce terme regroupe différentes pathologies regroupées en deux catégories :
- Acrosyndromes vasomoteurs : phénomène de Raynaud, érythermalgie (ou érythromélalgie), acrocyanose essentielle.
- Acrosyndromes trophiques : engelures (à ne pas confondre avec les gelures), ischémie digitale.

## Causes
Les causes peuvent être :
- génétiques (dont hypersensibilité au froid[2])
- médicamenteuse, par exemple induites par la bléomycine en traitement de la maladie de Kaposi associée au VIH[3]
- professionnelles, par exemple chez les travailleurs utilisent des engins et outils vibrants[4]
- parfois associée à l'anorexie dite "nerveuse"[5]

## Diagnostic
Le diagnostic peut notamment s'appuyer sur :
- la capillaroscopie [6] péri-unguéale
- l’écho-doppler[7]
- un test thermique couplé à une étude de l'hémodynamique cutanée par Doppler au laser[8]

## Traitement
Le traitement dépend de l'acrosyndrome et de sa cause.